# حورية ميسوم
إعلامية جزائرية. من مواليد مدينة الشلف غرب الجزائر. خريجة المدرسة العليا للتجارة عام 1988.

## حياتها
عملت في إذاعة بلغاريا القسم العربي من 1989 إلى 1990 ثم بإذاعة الجزائر القناة الأولى كمذيعة برامج، وانتقلت بعدها إلى إذاعة الجزائر الدولية القسم العربي، كقارئة أخبار ومقدمة برامج. التحقت في العام 1995 بالإذاعة الناشئة آنذاك الإذاعة الثقافية حيث عملت بها حتى العام 1999، ثم رحلت إلى دولة الإمارات حيث استقرت في إمارة أم القيوين وعملت بإذاعة البرنامج العام، حتى 2006، بعد ذلك انتقلت إلى إذاعة الفجيرة، التي تخصصت فيها بتحرير وتقديم الأخبار المحلية المتعلقة بالإمارات . كان لها برامج إذاعية ناجحة مثل ضيفك هذا المساء وشخصية وحوار الذي حاورت فيه مجموعة من الشخصيات البارزة مثل الكاتبة أحلام مستغانمي، والفنانة سميحة أيوب والمخرج العراقي عزيز خيون والديبلوماسي الفرنسي باتريس باولي عندما كان سفيرا لبلاده في دولة الإمارات.

### التلفزيون الجزائري
كانت لها تجربة مهمة مع التلفزيون الجزائري حيث قامت مع الإذاعي الجزائري حمدي عيسى بالدبلجة الصوتية لبعض الأفلام الوثائقية. شاركت في عدة ملتقيات آخرها ملتقي المنال حول التلفزيون والاعاقة بورقة عمل بعنوان «الدراما العربية وفشلها في تناول قضايا ذوي الإعاقة».

### الأدب
نشطت أدبيا حيث ألفت مجموعة من القصص القصيرة منها حبيس الروح والعسل المر وعمى الألوان كما كتبت مسلسلا تلفزيونيا بعنوان عيون الحب .

### نشاطات مختلفة
لها دور في نشاطات الجالية الجزائرية في دولة الإمارات فهي رئيسة اللجنة الإعلامية بالاتحاد العام للنساء الجزائريات بفرع الإمارات. شاركت في تغطية العديد من الفعاليات الثقافية منها مهرجان القاهرة السينمائي الدولي وأيام الشارقة المسرحية ومهرجان الفجيرة الدولي للمونودراما. شاركت كممثلة في عرض مسرحي في أيام الشارقة المسرحية عام 2006 تحت عنوان منزل آيل للسقوط بدور رئيس. عملت محررة ومقدمة أخبار في إذاعة الرابعة بإمارة عجمان بدولة الإمارات. تقوم حاليا بترجمة بعض الأعمال من اللغة الفرنسية إلى العربية.